# Ryan Tower (aktor)
Ryan Tower (ur. 4 czerwca 1965 roku w Seattle, w stanie Waszyngton) – amerykański aktor i model.

## Życiorys
Jest bratem przyrodnim Barbary Ann Moore. W dzieciństwie przyjaźnił się z Kurtem Cobainem. Rozpoczął pracę jako model dla prestiżowej Fashion Management Agency w Mediolanie. Grał dla Sunset Strip na syntezatorach w heavymetalowo–glamrockowym zespole Rogue wraz z Benem Rhynedance, Drew Hannah, Dave'em Sale i Michaelem Healeą. Na dużym ekranie zagrał po raz pierwszy w filmie familijnym Wesoła farma przyyjacół i ja (Funny Farm Friends and Me, 1992). Potem wystąpił w sitcomach – ABC Krok za krokiem (Step by Step, 1995) i NBC Frasier (1995) i Świat według Bundych (Married... with Children, 1997). W 2007 debietował jako reżyser i scenarzysta komedii Sprawiedliwa droga do nieba (Fairway to Heaven), gdzie zagrał także jedną z głównych ról.

## Filmografia

### filmykinowe
- 2007: Fairway to Heaven jako Bradd Tripp
- 2004: Hotties jako Garrick
- 1997: Rompin Reptiles! jako Rhumba
- 1997: Iluzje grzechu (Illusions of Sin) jako Calvin
- 1995: Showgirls
- 1994: Jungle Village Turtle Time jako Rhumba
- 1992: Wesoła farma przyyjacół i ja (Funny Farm Friends and Me) jako Cob

### serialeTV
- 1997: Świat według Bundych (Married... with Children) jako Chłopak Kelly
- 1996: Słodka dolina (Sweet Valley High) jako Barman
- 1996: Melrose Place jako Charlie
- 1996: America's Dumbest Criminals jako Bostończyk
- 1995: Frasier jako Christmas Shopper
- 1995: California Dreams jako Record Label Executive
- 1995: Krok za krokiem (Step by Step) jako Jewelry Store Clerk